# Amphorophora scabripes
Amphorophora scabripes är en insektsart. Amphorophora scabripes ingår i släktet Amphorophora och familjen långrörsbladlöss. Inga underarter finns listade i Catalogue of Life.